# اضطرابات البقعة لمشيمة العين السميكة

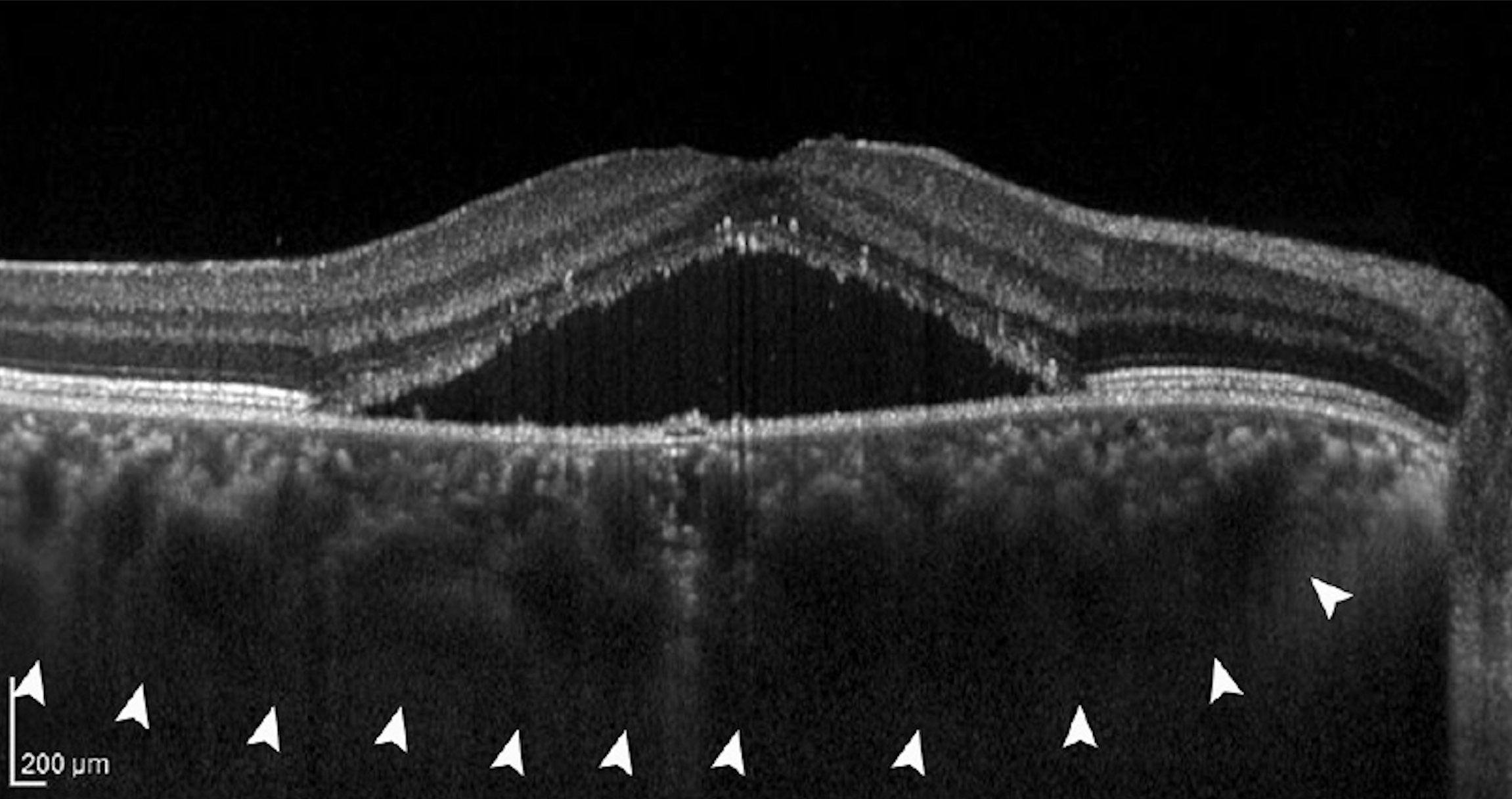
Central serous chorioretinopathy (pachychoroid stage II) with subretinal fluid (black triangle in the middle) and a markedly thickened, congested choroid (white arrowheads).

اضطرابات البقعة لمشيمة العين السميكة، هي عبارة عن مجموعة من الأمراض التي تؤثر على الجزء الأوسط من شبكية العين، بقعة العين ، نتيجة للسماكة والتكدس العالي للأوعية الدموية تحت بقعة العين،فتحدث ضررا على الظهار الصبغي للشبكية وخلايا مستقبلات الضوء في الشبكية. والذي يؤدي إلى ضعف البصر. ومن أكثر الأمثلة شيوعا على اضطرابات البقعة لمشيمة العين السميكة الطيفية، اعتلال الشبكية المركزي المصلي ويعد رابع أكثر الأسباب شيوعا لحدوث أضرار لارجعية لبقعة العين.

## آلية المرض
لاتزال آلية هذا المرض غير معروفة، فجميع اضطرابات البقعة لمشيمة العين السميكة تظهر سماكة مشيمية وتكدس مع قطر عالي للأوعية الدموية. خاصة في عمق المشيمة (والمعروفة بطبقة هالر). مما قد يتسبب بزيادة الضغط من المشيمية العميقة على المشيمية السطحية بالقرب من الشبكية. فيضر بالأوعية الدموية الدقيقة ( الشعيرات الدموية)،والتي تعد ضرورية لتزويد الظهار الصبغي للشبكية والشبكية بالأكسجين والعناصر الغذائية اللازمة. بالإضافة إلى أن السائل من هذه الأوعية التالفة يمكن أن يسيل ويتراكم تحت الشبكية.

## أنواع اضطرابات مشيمة العين السميكة

### اظطرابات مشيمة العين السميكة غير المعقدة
عندما تتم ملاحظة سماكة مشيمية فقط، عادة بمقدار يتجاوز ال300 أو ال350 ميكرومتر, ولكن لم يتم الكشف عن أي ضرر للبناء المحيطي فتصنف العين على أنها مصابة بمشيمة عين سميكة غير عقدة، ومن المتوقع أن العديد من الناس لديهم مشيمة عين سميكة دون أية أعراض مرضية أخرى. وهذا يتضمن عادة صغار السن والأشخاص المصابين ببعد النظر، فسماكة المشيمة تقل مع زيادة العمر وتزيد الطول المحور للعين وتسبب قصر النظر.

### اضطرابات مشيمة العين السميكة المعقدة
من بين أمراض مشيمة العين السميكة الطيفية المعقدة، تعد الأمراض التي تتعلق بمركز الشبكية (بقعة العين) الأكثر شيوعا.
•	إذا تسبب الازدحام المستمر في أنظمة الأوعية الدموية للمشيمة ضغطا ضارا على أوعيتها الدموية الدقيقة ( الشعيرات الدموي) وسيلان مستمر للسائل بالاتجاه القريب من غشاء بروك والظهار الصبغي للشبكة، مسببا ضررا على الظهار الصبغي والذي يمكن ملاحظته عن طريق تنظير قاع العين أو التصوير المقطعي للترابط البصري. والتي يشار إليها بمشيمة العين السميكة لظهار الصبغي، عادة لا يعاني المصابون بهذا المرض من أي أعراض.
•	إذا حدث المزيد من الضرر لغشاء بروك والظهار الصبغي الشبكي فإنه سيتسبب في تراكم السائل تحت الشبكية فينتج عنه اعتلال الشبكية المركزي المصلي، في هذه المراحل عادة ما يعاني المرضى من رؤية ضبابية وانخفاض في دقة البصر مع القدرة على التركيز، في وسط «البقعة الرمادية». في الغالبية العظمى من المرضى يحدث التحلل التلقائي للسائل تحت الشبكية خلال أشهر قليلة ولكنها تعود للظهور مرة أخرى في ما يقارب ال50% من الحالات، وفي بعض الحالات يظل السائل فيصبح مرضا مزمنا، يمكن علاجها طبيا أو عبر تطيق طرق الليزر العلاجية المختلفة.
• في حوالي 25% من المرضى المصابين باعتلال الشبكية المركزي المصلي المزمن، يمكن اكتشاف انتشار الأوعية الدموية من المشيمة باتجاه الشبكية ( الأوعية الدموية المشيمية) تتشكل بعد ما يقارب 17 سنة. هذه المرحلة يطلق عليها ،4 اعتلال الأوعية الدموية النخاعي والتي قد تتسبب في نقص كبير للبصر نتيجة لنزف وإصابة البقعة. ويمكن علاج هذه المشكلة عن طريق استعمال الحقن المضادة التي تمنع عامل النمو للأوعية الدموية الباطنية والتي يتم حقنها مباشرة إلى داخل العين فقد تم التأكيد على فاعليتها في علاج هذه الحالة.
•	إذا برزت بعض أجزاء الوعاء الجداري للخارج والذي يطلق عليه أم الدم أي تمدد الأوعية الدموية تدعى هذه المرحلة مشيمة العين السميكة التي تتمدد فيها الأوعية الدموية النوع الأول من السي إن في. والتي لاتزال معروفة بمسمى اعتلال الأوعية الدموية المشيمية السليلي. كما تعد هذه المرحلة أكثر المراحل خطورة لأنها تسبب فقدان للبصر لا يمكن استرجاعه نتيجة لدمار بقعة العين. وغالبًا ما يشتمل على نزيف في الشبكية.
يتضمن العلاج الاستعمال المكثف للمضادات مصحوبا بعلاج ليزري خاص (علاج ضوئي حركي) والذي يعد فعالا في استعادة البصر أو إبطاء فقدان البصر.
•	في جميع المراحل قد يحدث التنقيب المشيمي البؤري والذي قد يمثل تقلصا للمشيمة نتيجة لعمليات التندب.
بغض النظر عن اضطرابات مشيمة العين السميكة الطيفية للبقعة, فقد تم وصف أنماطا أخرى لمشيمة العين السميكة حول القرص البصري تسبب احتباس السائل في الشبكية.

## التصنيف
تتطور المراحل الفردية لمشيمة العين السميكة بشكل تسلسلي من المرحلة التمهيدية. ويمكن أن تنحسر جزئيًا مع العلاج. ومن الممكن تقسيم هذا المرض إلى أربعة مراحل.
|   | اضطرابات مشيمة العين السميكة الطيفية للبقعة                                                                          |
| - | --- |
| 0 | اظطرابات مشيمة العين السميكة غيرالمعقدة                                                                              |
| 1 | مشيمة العين السميكة للظهار الصبغي                                                                                    |
| 2 | اعتلال الشبكية المركزي المصلي                                                                                        |
| 3 | اعتلال الأوعية الدموية النخاعي                                                                                       |
| 4 | مع انفصال الحسية العصبية (السائل تحت الشبكية)                                                                        |
| 5 | بدون انفصال حسي عصبي (لا سائل تحت الشبكية)                                                                           |
| 6 | مشيمة العين السميكة التي تتمدد فيها الأوعية الدموية النوع الأول (أيضا اعتلال الأوعية الدموية المشيمية السليلي ، PCV) |